# RundFunk
RundFunk ist eine Schweizer Band aus Zug, die 1995 unter dem Namen Honey Pie goes Jazz gegründet wurde. Zu ihrer Bekanntheit in der Schweizer Funkszene hat u. a. der Gebrauch des Didgeridoos beigetragen.

## Geschichte
Die Band spielte zur Gründungszeit vor allem Dixie- und Jazz-Standards. 
Die Band wurde laufend grösser, so dass im Jahre 2004 elf Musiker auf der Bühne standen: ein vierköpfiger Bläsersatz, Perkussion, zwei Gitarren, Keyboard, Bass, Schlagzeug und eine Sängerin. Im Jahre 2005 kam es schliesslich zu einer Neuorientierung.  Später sind viele Eigenkompositionen entstanden. Der Einstieg der Sängerin Tabea Vogel im März 2006 erwies sich als Glücksfall. Ihre Stimme und die Texte, sowohl in Englisch als auch in Mundart, ergänzten die Rhythmussektion in wohltuender Weise.
Am 18. Januar 2008 erschien die erste LP We want the Funk unter dem Schweizer Label Turicaphon.
Im Sommer 2008 beschloss Tabea, sich neu zu orientieren und gab den Austritt bekannt. Als Ersatz kam Ramon Heim, der schon auf der ersten LP die Hintergrundstimme einsang.
2010 spielten RundFunk an in der Schweiz renommierten Orten wie dem 44th Montreux Jazz Festival (Music in the Park), am Heitere Openair (Waldbühne) und zu Silvester im Moods im Schiffbau.
Zwischen Frühling 2011 und Frühling 2012 kam es zu mehreren Wechseln in der Bandbesetzung.
Um sich mehr auf die Arbeit im künstlerischen Bereich zu fokussieren, gab der Posaunist Cyrill Lim im Frühling 2011 nach fast zehn Jahren den Austritt aus der Band bekannt. Um die Bläserlücke zu schliessen, sprang der versierte Posaunist Maurus Twerenbold ein, der an der Hochschule Luzern Jazzposaune studiert und schon mehrere Male als Aushilfe engagiert wurde.
Im Herbst folgte der Austritt des Sängers Ramon Heim. Heim arbeitet seither an eigenen Projekten, in denen er sowohl als Sänger und Gitarrist, als auch als Texter und Songwriter wirkt und unter dem Namen Ramon Clau auftritt.
Bassist Marco Elsener verliess die Band Anfang 2012. Nach sechs Jahren mit RundFunk, kehrte er mit der Grunge-Band Karma Revenge stilistisch zu seinen Wurzeln zurück.
Als Ersatz für Heim und Elsener treten Karl Gustav und Martin Affentranger der Band bei.
Ebenfalls nach neuen Herausforderungen suchend, wechselte im Frühling 2012 Manuel Zeberli zu The Sinful Saints. 
Sämtliche aktuellen Songs stammen grossmehrheitlich aus der Feder von Karl Gustav. Seit dem Jahr 2016 ist die Band als Verein strukturiert. Der Verein RundFunk hat sich am 16. Dezember 2024 aufgelöst. 

## Mitglieder
Adrian Ohnsorg an den Schweizer Meisterschaften für Drummer und Percussionisten teilgenommen.
Tabea Vogel nahm bereits mit 14 Jahren ihre ersten eigenen Songs auf. Nach einer klassischen Ausbildung wechselte sie an der Academy of Contemporary Music auf modernen Gesang, Stimmbildung an der Female Funk Project School in Zürich folgte. Nach verschiedenen Engagements und Auftritten, unter anderem im Kaufleuten in Zürich, nahm sie mit der Funkband Sulco eine EP auf. 2006 erschien ihr Album Tabea & Kü Bass mit dem Kontrabassisten Kü.
Mit der Rockband Pregnant zeigte Bassist Marco Elsener, was man in anderthalb Jahren erreichen kann, von einer Lokalband in Zug bis zum Auftritt am Heitere Open Air 2005, einem der grössten Open Airs der Schweiz.
Cyrill Lim trifft man auch in Bereichen der elektronischen Kunstszene/Medienkunst an, vor allem in der Performance und Live-Elektronik, wo er u. a. mit dem Posaunisten und Komponisten Roland Dahinden zusammenarbeitet. Zusammen mit dem Performer Duo Maly/Schilliger und der Musikerin, Performance- und Medienkünstlerin Lara Stanic bilden sie das GingerEnsemble.
Der Trompeter und Didgeridoospieler Urban Bircher ist zudem als Tontechniker tätig. Neben seinen Aufträgen im Live-Bereich betreibt er auch ein eigenes Studio im Kanton Zug, in welchem er vor allem mit lokalen Bands zusammen arbeitet.

## Diskografie
Alben
- 2005: No Risk, No Funk
- 2006: Live
- 2008: We Want the Funk
- 2009: Big Break
- 2015: Get up Now